# Бертран II (граф Провансу)
Бертран II Вільгельм (фр. Bertrand II de Provence; д/н — бл. 1093) — граф і маркіз Провансу в 1061/1062—1093 роках. Відомий також як Вільгельм VI.

## Життєпис
Походив з династії Бозонідів (Прованського дому), з молодшої гілки. Єдиний син Жоффруа I, графа Провансу, та Стефанії Марсельської. Дата народження невідома. Вперше згадується 1055 році в акті пожертви, складеного його батьками на користь абатства Сен-Віктор у Марселі.
У 1061 або 1062 році після смерті батька успадкував титул графа і родинні володіння. Втім вимушений був правити разом із двоюрідними братами Вільгельмом V і Жоффруа II. Невдовзі також прийняв титул маркіза Прованського (ймовірно існували в цей час 3 співмаркіза Провансу — Вільгельм Бертран Прованський, Бертран II і Вільгельм IV Тулузький). 1063 року переніс резиденцію з Арля до Тарасону, оскільки в Прованському маркізаті силу набув Тулузький дім, який підтримувала влада міста Арля.
У 1070-х роках мав конфлікт з Айкардом, архієпископом Арлю, щодо феодальних прав обох в місті Арль. Також послаблюються васальні зв'язки з імператором Генріхом IV. Після відлучення останнього від церкви в 1075 році, прованські офіційні папери починають датуватися не роками правління імператора, а з народження Христа. З 1076 року Арльського архієпископа підтримував Вільгельм IV, граф Тулузи, що бажав зміцнити своє становище в маркізаті Прованс. Натомість Бертран II звернувся по допомогу до папи римського Григорія VII, звинувативши Айкарда в симонії. В свою чергу віконти Марселя перейшли на бік ворогів графа Провансу.
1080 року папський легат Гуго де Діа на провінційному соборі в Авіньйоні, повалив Айкара Арльського, а папа римський Григорій VII 1081 року висвятив на нового архієпископа Гібеліна де Сабрана. Того ж року Бертран II визнав сюзеренітет Папського престолу, відмовившись підкорятися імператорові Священної Римської імперії, якого знову відлучили від церкви. Почалася боротьба з Айкардом Арльським, який відмовився підкорятися папі римському, ставши на бік імператора. Останнього підтримали роди де Бо і де Порселе. Ця боротьба тривала до самої смерті графа Провансу, що настала 1093 року. Володіння відійшли до сестри Герберги.

## Родина
Дружина — Матильда
Діти:
- Сесіль (д/н—1150), дружина Бернара Атона IV Транкавеля, віконта Безьє, Каркасонна і Німа